# Max Kepler
Maximilian Kepler (Berlín, Alemania, 10 de febrero de 1993), más conocido como Max Kepler, es un jugador profesional alemán de béisbol que se desempeña en la posición de jardinero derecho en Philadelphia Phillies, equipo de las Grandes Ligas de Béisbol (MLB).

## Carrera
Kepler hizo su debut en la MLB con el equipo Minnesota Twins, en el cual jugó diez temporadas (2015-2024), después pasó a Philadelphia Phillies.